# Larrousse LC92
O  LC92 é um modelo da Venturi na temporada de 1992 da Fórmula 1. Condutores: Bertrand Gachot e Ukyo Katayama.

## Resultados[2]
(legenda) 
| Ano  | Chassi | Motor                | Pneus | N° | Pilotos         | 1   | 2   | 3   | 4   | 5   | 6   | 7   | 8   | 9   | 10  | 11  | 12  | 13  | 14  | 15  | 16  | Pontos | Posição |  |
| ---- | ------ | -------------------- | ----- | -- | --------------- | --- | --- | --- | --- | --- | --- | --- | --- | --- | --- | --- | --- | --- | --- | --- | --- | ------ | ------- |  |
|      |        |                      |       |    |                 |     |     |     |     |     |     |     |     |     |     |     |     |     |     |     |     |        |         |  |
|      |        |                      |       |    |                 | RSA | MEX | BRA | ESP | SMR | MON | CAN | FRA | GBR | GER | HUN | BEL | ITA | POR | JAP | AUS |        |         |  |
| 1992 | LC92   | Lamborghini 3512 V12 | G     | 29 | Bertrand Gachot | Ret | 11  | Ret | Ret | Ret | 6   | DSQ | Ret | Ret | 14  | Ret | 18  | Ret | Ret | Ret | Ret | 1      | 13º     |  |
| 1992 | LC92   | Lamborghini 3512 V12 | G     | 30 | Ukyo Katayama   | 12  | 12  | 9   | NQ  | Ret | NPQ | Ret | Ret | Ret | Ret | Ret | 17  | 9†  | Ret | 11  | Ret | 1      | 13º     |  |

† Completou mais de 90% da distância da corrida.